# Municipio de Rochester (Illinois)
El municipio de Rochester (en inglés: Rochester Township) es un municipio ubicado en el condado de Sangamon en el estado estadounidense de Illinois. En el año 2010 tenía una población de 5361 habitantes y una densidad poblacional de 61,55 personas por km².

## Geografía
El municipio de Rochester se encuentra ubicado en las coordenadas 39°44′44″N 89°32′1″O / 39.74556, -89.53361. Según la Oficina del Censo de los Estados Unidos, el municipio tiene una superficie total de 87.1 km², de la cual 86,55 km² corresponden a tierra firme y (0,64 %) 0,56 km² es agua.

## Demografía
Según el censo de 2010, había 5361 personas residiendo en el municipio de Rochester. La densidad de población era de 61,55 hab./km². De los 5361 habitantes, el municipio de Rochester estaba compuesto por el 96,79 % blancos, el 0,73 % eran afroamericanos, el 0,09 % eran amerindios, el 0,48 % eran asiáticos, el 0,35 % eran de otras razas y el 1,55 % eran de una mezcla de razas. Del total de la población el 1,1 % eran hispanos o latinos de cualquier raza.